# Jorge Rafael Videla
Jorge Rafael Videla (Mercedes, 2 agosto 1925 – Marcos Paz, 17 maggio 2013) è stato un generale e politico argentino, dittatore e, de facto, 41º presidente dell'Argentina tra il 1976 e 1981, durante il regime militare noto come Processo di riorganizzazione nazionale, nonché responsabile di crimini contro l'umanità, per l'omicidio dei desaparecidos.
Arrivò al potere con un colpo di Stato ai danni di Isabelita Perón. Il suo governo fu contrassegnato dalle violazioni dei diritti umani e da contrasti frontalieri con il Cile che per poco non sfociarono in una guerra. È stato condannato a due ergastoli e 50 anni di carcere per vari crimini contro l'umanità, tra i quali l'assassinio e la tortura di oltre 30 000 persone. Scontò la pena nel carcere federale di Marcos Paz, durante gli ultimi anni della sua vita. Il regime militarista, anticomunista e autoritario di Videla è stato avvicinato al fascismo.

## Biografia

### Origini ed educazione militare
Originario di Mercedes, piccola cittadina nella pampa argentina, il giovane Jorge Videla, figlio di un colonnello dell'esercito, crebbe nell'ideologia anticomunista degli anni della guerra fredda. Secondo un biografo "ebbe a che fare con la storia dell'esercito argentino, che già dagli anni trenta era stato protagonista di colpi di Stato e interferenze nel potere politico. Videla ricevette una formazione caratterizzata da un forte clericalismo conservatore, anticomunismo, anti-peronismo che condivise con molti gerarchi militari del suo tempo".
Come la maggior parte degli alti funzionari sudamericani del suo tempo, venne istruito alla Escuela de las Américas, a Panama, scuola militare finanziata e gestita dal governo degli Stati Uniti, nel segno della lotta contro il proliferare delle politiche marxiste, considerate sovversive e pericolose per la sicurezza internazionale. Videla e gli altri militari di pari grado, e non solo, erano dunque nazionalisti e ossessionati dal "pericolo rosso", che faceva loro vedere comunisti e sovversivi in chiunque non fosse allineato con posizioni conservatrici o reazionarie.

### Il colpo di Stato
Il tenente generale Videla fu nominato Comandante in capo dell'esercito dalla presidente Isabelita Perón, in un periodo di forti contrasti tra esercito regolare, peronisti di governo, montoneros (peronisti di sinistra), guerriglia comunista e paramilitari di destra della Tripla A. Videla capeggiò il colpo di Stato del 24 marzo 1976 con cui Isabelita fu sostituita da una giunta militare, formata da Leopoldo Galtieri in rappresentanza dell'esercito, dall'ammiraglio Emilio Eduardo Massera per la marina e dal generale Orlando Ramón Agosti per l'aviazione, dando inizio a quello che essi chiamarono Processo di riorganizzazione nazionale. il 29 marzo assunse la carica di Presidente. Suoi collaboratori erano anche Jorge Eduardo Acosta e Alfredo Astiz.

### Il regimevidelista(1976-1981)
Il regime che i militari vollero imporre andava oltre un regime d'emergenza post-golpe, ai quali l'Argentina era ormai abituata, né era privo di precise connotazioni politiche, come essi volevano far sembrare (come accadde invece con Pinochet nel Cile). Il collante del regime non era nemmeno solo il conclamato anticomunismo (il Partito Comunista dell'Argentina era tollerato, al fine del mantenimento dei buoni rapporti con l'Unione Sovietica della quale il PCA era emanazione) quanto l'avversione verso le forze democratiche della nazione, considerate nemici del nuovo Stato; l'odio dei militari era diretto principalmente verso i peronisti montoneros, i socialisti, i radicali, i gruppi comunisti extraparlamentari e i pacifisti, ma col tempo si diresse verso chiunque non manifestasse un pieno appoggio alla dittatura.

#### Il nuovo ordine politico
Venne sospesa la Costituzione, sciolti il Parlamento e i partiti, compresi quelli conservatori, sostituiti da un'Assemblea di esperti conniventi e militari, mentre il governo fu messo nelle mani della Giunta militare, costituita dai rappresentanti delle varie forze armate, con a capo Videla come Presidente. Come nella dittatura dei colonnelli in Grecia, ci fu anche la collaborazione di neofascisti interni ed esterni, oltre che un diffuso antisemitismo tra i ranghi dell'esercito, sotto la pressione dell'ammiraglio Emilio Eduardo Massera (che considerava tre ebrei - Karl Marx, Sigmund Freud e Albert Einstein - come la causa della decadenza dell'umanità), nonostante la dittatura godesse dell'appoggio di Henry Kissinger e avesse rapporti diplomatici con lo Stato d'Israele.

#### La repressione e la propaganda
Videla, con l'appoggio della giunta, decise che una gran parte della popolazione, ritenuta sovversiva, avrebbe dovuto subire direttamente la repressione e lo sterminio, in gran parte segreto. Il conto delle vittime "scomparse" del regime arriva a 40 000, di cui 30 000 sotto Videla, in più occorre aggiungere i 15 000 prigionieri politici fucilati alla luce del sole, in ossequio alla legge marziale, che permetteva la pena di morte. La parte di popolazione che invece non era considerata pericolosa, andava inquadrata in una precisa visione del mondo, che escludeva perfino il lessico che poteva rimandare al marxismo o allo scetticismo nei confronti delle istituzioni, della religione e delle forze armate.
Perfino nelle scuole elementari gli insegnanti dovevano correggere e segnalare ogni piccolo eccesso di ribellione nei bambini, considerato indizio di una futura tendenza alla sovversione. Venne istituita la censura anche sulla musica pop considerata vagamente sovversiva; tuttavia il progetto culturale dei militari, per mancanza di una struttura parallela di potere politico (un partito unico), del corporativismo, nonché di un culto della personalità, non andò in porto, e la dittatura militare rimase un semplice regime autoritario, un totalitarismo imperfetto. Lo stesso nome dato al regime, "Processo di riorganizzazione nazionale", indicava la volontà di forgiare un'Argentina nuova, tramite la distruzione fisica degli indesiderabili. In realtà, soltanto il 5% dei desaparecidos era guerrigliero e terrorista, il restante 95% era composto da studenti, sindacalisti, operai, giornalisti, critici del governo e religiosi non allineati.
Videla era vicino anche alla loggia massonica P-2 di Licio Gelli, che appoggiò la dittatura (della loggia era membro l'ammiraglio Massera). Il regime non ebbe mai il sostegno della Chiesa cattolica che, soprattutto attraverso la gerarchia ecclesiastica, cercò una continua mediazione tra lo Stato e il popolo, mentre molti cattolici della base finirono uccisi dai militari. Lo stesso Videla era cattolico praticante, e giustificò le violenze del suo regime anche come una guerra giusta contro il "nemico comunista" e per "l'Occidente cristiano". Secondo molti, benché in Argentina si fosse abituati alla violenza di Stato, "non si era mai arrivati alla brutalità che ha contraddistinto il regime di Videla. Tra il 1976 e il 1983 è stata spazzata via un'intera generazione. Un genocidio paragonabile a quello del nazismo", nelle parole dello scrittore Alvaro Ábos.

#### I diritti umani
L'insediamento della Giunta militare, e con essa della dittatura, portò alla sospensione delle libertà civili e sindacali; decine di migliaia di persone, sospettate di appartenere ad organizzazioni studentesche, sindacali, politiche o che si ritenesse potessero svolgere una qualsiasi attività che interferisse con la politica marziale della Giunta furono arrestate, torturate e segretamente uccise, creando il fenomeno dei desaparecidos, letteralmente "scomparsi", ossia coloro che, una volta sequestrati, non risultavano nei registri dei commissariati di polizia o delle autorità militari e di cui era impossibile ricevere notizie, anche in merito ad un eventuale decesso; queste persone subirono, in centri di detenzione clandestina, abusi, violenze e torture e di circa 30 000 di loro non si seppe più nulla. Delle circa 30 000 persone scomparse in Argentina durante la dittatura oltre 3 000 vennero fatte precipitare nell'oceano Atlantico o nel Río de la Plata utilizzando i famigerati voli della morte (vuelos de la muerte).

#### I contrasti con il Cile
Uno degli ultimi motivi di contrasto non risolti tra Argentina e Cile era costituito dal possesso di tre isole nel canale di Beagle (Picton, Lennox e Nueva). Nel 1977, l'Argentina rifiutò il lodo arbitrale a essa sfavorevole del Regno Unito. Sul finire del 1978, i due paesi sudamericani furono molto vicini ad un conflitto armato che fu evitato solo grazie all'intervento di papa Giovanni Paolo II, che iniziò un nuovo processo di mediazione, nominando come suo rappresentante personale il cardinale Antonio Samorè. I contrasti però non cessarono fino al 1984 quando fu firmato il Trattato di pace e amicizia.

#### La politica economica
La politica economica del regime di Videla fu neoliberista come quella del vicino Cile, ma a differenza che in questo (dove si rivelò fruttuoso per le aziende private, grazie agli aiuti americani), si rivelò totalmente fallimentare. Alcuni generali sostenevano un sistema corporativo, ma furono messi in minoranza. Gli Stati Uniti, che avevano appoggiato le dittature nell'Operazione Condor, nella speranza che eliminassero il comunismo dal Sudamerica, e finanziato il governo Pinochet in cambio di un alleggerimento della repressione, tolsero ogni appoggio e aiuto a Videla dopo il 1977: quando Henry Kissinger, regista esterno dei vari golpe, lasciò la segreteria di Stato che aveva ricoperto sotto Nixon e Ford, il nuovo presidente Jimmy Carter, dopo un incontro col dittatore, tolse ogni sostegno al regime. Senza il capitale straniero, l'Argentina collassò lentamente.
José Alfredo Martínez de Hoz guidò l'economia durante tutta la presidenza di Videla. Sebbene poi abbia cercato di dissociarsi dagli aspetti repressivi del regime, egli sostenne che questi furono necessari per evitare ogni possibile resistenza alle sue misure economiche, basate sull'apertura al mercato e sullo smantellamento della previgente legislazione in materia di lavoro, che tentarono di riprodurre e rivaleggiare con la legislazione promossa da José Piñera nel regime pinochetista cileno. Uno dei risultati di tali politiche, nonostante i tagli alla spesa pubblica, fu che il valore nominale del debito estero aumentò di quattro volte, contribuendo al crollo delle imprese e di conseguenza anche dello Stato che pure era alleggerito del welfare. Nel periodo post-dittatura, la continuazione di tali politiche fino a quasi l'anno 2000, favorì l'inflazione altissima, culminata nel fallimento dell'Argentina durante la crisi economica successiva.

#### La battaglia dell'immagine
Il processo di riorganizzazione nazionale incontrò gli ostacoli maggiori nel cercare di costruire una sua immagine all'estero. Vari gruppi di oppositori esiliati e alcuni governi denunciarono ripetutamente la situazione dei diritti umani in Argentina. Il governo sudamericano rispose con slogan e attribuendo le critiche ad una "campagna antiargentina".
Già il 19 maggio 1976 Videla fu protagonista di un pranzo molto discusso con un gruppo di intellettuali argentini, Ernesto Sabato, Jorge Luis Borges, Horacio Esteban Ratti (presidente dell'Associazione argentina degli scrittori) e padre Leonardo Castellani, in cui alcuni dei presenti manifestarono la loro preoccupazione riguardo agli scrittori detenuti o scomparsi. Borges, il più illustre e prestigioso intellettuale argentino, antiperonista che aveva visto favorevolmente la deposizione di Isabelita nel 1976, assunse dal 1977 in poi un netto atteggiamento di dissenso dal regime. Nel 1980 firmò un appello per gli scomparsi, esplicitando la propria posizione anche dopo la dittatura, con un articolo intitolato Confesso che ho sbagliato (1984).
Il campionato mondiale di calcio 1978 fu lo scenario ideale con cui la dittatura tentò di guadagnare l'appoggio popolare. Il trionfo della nazionale argentina gli permise, nel momento della consegna della coppa, di ricevere l'applauso della folla radunata allo stadio di Buenos Aires.
Tra il 6 e il 20 settembre 1979, la Commissione Interamericana dei Diritti Umani visitò il paese e ricevette denunce dai parenti degli scomparsi e dalle vittime di altri abusi ed ebbe colloqui con membri del governo e dell'opposizione. Nel 1980, il dirigente dell'organizzazione SERPAJ (Servicio Paz y Justicia) Adolfo Pérez Esquivel ricevette il Premio Nobel per la pace, denunciando con forza ancora maggiore le violazioni dei diritti umani in Argentina. Fu in questo periodo (1981) che cominciarono malumori interni, a causa della spartizione del potere tra i militari.

### Deposizione di Videla e fine della dittatura (1981-1983)
Come risultato delle tensioni tra le tre forze armate per la ripartizione del potere, Videla fu allontanato dal suo incarico e la presidenza fu assunta dal Capo di stato maggiore dell'esercito, Roberto Eduardo Viola, a cui succedettero altri militari, fino al ripristino della democrazia sotto la pressione popolare crescente, dopo la sconfitta nella guerra delle Falkland contro il Regno Unito.

### Rapporti con la giustizia
Due anni dopo il ritorno della democrazia in Argentina nel 1983, fu processato e dichiarato colpevole per l'omicidio e la sparizione di migliaia di cittadini (circa 30 000) avvenuta durante la sua presidenza e condannato all'ergastolo. Tuttavia, nel 1990 il presidente Carlos Saúl Menem, su pressione degli apparati militari, gli concesse l'indulto insieme ad altri membri delle giunte militari e capi della polizia della Provincia di Buenos Aires (decreto 2741/90), e al dirigente montonero Mario Eduardo Firmenich (decreto 2742/90). È stato detenuto, agli arresti domiciliari per motivi di età, perché indagato per il sequestro di minori durante la guerra sporca.
Il 25 aprile 2007 la Corte penale federale ha giudicato incostituzionale la grazia concessa nel 1990 dal presidente Carlos Menem, a Jorge Rafael Videla e ad Emilio Eduardo Massera. La sentenza rese quindi valide le condanne all'ergastolo emesse nel processo del 1985, che dovettero essere scontate. Il 22 dicembre 2010 è stato nuovamente condannato, insieme ad altri 29 imputati, all'ergastolo in un carcere non militare per la morte di 31 detenuti. Il 5 luglio 2012 è stato condannato a 50 anni di reclusione per rapimento e sottrazione di identità perpetrati nei confronti dei figli dei desaparecidos. Insieme a lui sono stati condannati Reynaldo Bignone (a 15 anni) e Jorge Eduardo Acosta, detto "el Tigre" (a 30 anni).
Videla, che non ha mai avuto nessun pentimento, ha ammesso la sua responsabilità diretta nella morte di 8 000 persone; l'anziano ex dittatore, che dal 2007 scontava la pena nel carcere federale di Marcos Paz, dichiarò di avere qualche "peso sull'anima", ma che ciò non gli impediva di dormire benissimo, continuando a definire il terrorismo di Stato e le stragi di civili da lui perpetrate come una semplice "guerra giusta", e sostenendo la necessità della morte dei "sovversivi" come un dovere dei militari. Una delle sue ultime dichiarazioni pubbliche fu un incitamento ai suoi vecchi seguaci a riprendere le armi contro il governo democratico di Cristina Fernández de Kirchner, che lui apostrofò come "dittatrice".

### Morte
Videla è morto improvvisamente in carcere il 17 maggio 2013 all'età di 87 anni. Secondo una sentenza del 2009, ai funerali non ha ricevuto alcun onore militare per il suo ruolo nelle violazioni dei diritti umani.
Diversi politici argentini hanno commentato la sua morte. Il deputato Ricardo Gil Lavedra dell'Unione Civica Radicale ha commentato che Videla sarà ricordato come un dittatore ed Hermes Binner del Partito Socialista ha espresso il suo cordoglio per le vittime di quel governo repressivo. Hernán Lombardi, Ministero della Cultura, ha elogiato la democrazia argentina che lo ha condannato. Ricardo Alfonsín, figlio di Raúl Ricardo Alfonsín, ha elogiato il fatto che Videla sia morto in carcere. Adolfo Pérez Esquivel, pacifista e destinatario del Premio Nobel per la pace nel 1980, ha commentato che "nessuno dovrebbe gioire in ogni caso di morte", aggiungendo che "scompare il corpo di Videla, ma non i danni che ha fatto al Paese".
Nella cittadina natale di Videla, Mercedes, ci sono state proteste contro la possibilità che il corpo del dittatore potesse venire seppellito in quella cittadina: il sindaco socialista del comune della Pampa ha motivato il rifiuto affermando di non volere che la tomba di Videla potesse diventare un luogo di pellegrinaggio di simpatizzanti dell'estrema destra fascista.